# Burg Freudenberg (Siegerland)
Die Burg Freudenberg war eine Höhenburg auf 300 m ü. NHN an der Stelle der heutigen evangelischen Pfarrkirche der Stadt Freudenberg im nordrhein-westfälischen Kreis Siegen-Wittgenstein.

## Geschichte
1389 wurde die Burg erstmals zusammen mit dem Ort erwähnt. Die Burg wurde von den Grafen von Nassau über dem Weibetal zusammen mit einer Siedlung vermutlich bereits ab 1345 zum Schutz ihres Gebietes erbaut.
1540 wurden die Burg und die Siedlung durch einen Brand erheblich zerstört und brannten 1666 weiter ab. 1828 wurden die letzten Reste bis auf einen Rest des Schlossturms abgebrochen, der heute als Glockenturm der evangelischen Pfarrkirche dient.
Im April 1568 wurde auf Schloss Freudenberg europäische Geschichte geschrieben. Wilhelm I. von Oranien kam mit Vertretern des Bundes der Edlen aus dem Gelderland zu einer diplomatischen Geheimkonferenz zusammen. Diese beschloss die Entsendung von Nassauischen Truppen zur Unterstützung des Freiheitskampfes der Niederländer gegen die spanische Unterdrückung im Achtzigjährigen Krieg (1568–1648).